# Qingxi (sockenhuvudort i Kina, Jiangxi Sheng, lat 25,23, long 115,61)
Qingxi är en sockenhuvudort i Kina. Den ligger i provinsen Jiangxi, i den sydöstra delen av landet, omkring 380 kilometer söder om provinshuvudstaden Nanchang. Antalet invånare är 3 774. Befolkningen består av 1 730 kvinnor och 2 044 män. Barn under 15 år utgör 21,0 %, vuxna 15-64 år 72 %, och äldre över 65 år 6,0 %.
Runt Qingxi är det ganska tätbefolkat, med 120 invånare per kvadratkilometer. Närmaste större samhälle är Yunmenling, 13,2 km öster om Qingxi. I omgivningarna runt Qingxi växer i huvudsak blandskog.
Genomsnittlig årsnederbörd är 1 936 millimeter. Den regnigaste månaden är maj, med i genomsnitt 372 mm nederbörd, och den torraste är oktober, med 18 mm nederbörd.